# Lachnum perplexum
Lachnum perplexum är en svampart som först beskrevs av Jean Louis Emile Boudier, och fick sitt nu gällande namn av Korf 1982. Lachnum perplexum ingår i släktet Lachnum och familjen Hyaloscyphaceae.   Inga underarter finns listade i Catalogue of Life.